# Chobda
La Chobda (in russo Хо́бда?; in kazako Қобда?, Qobda; nel corso superiore in russo Большая Хобда?, Bol'šaja Chobda) è un fiume del Kazakistan settentrionale (Regione di Aqtöbe) e della Russia europea sud-orientale (oblast' di Orenburg),  affluente di sinistra dell'Ilek.

## Descrizione
Il fiume ha origine dalla confluenza dei fiumi Karachobda e Sarychobda che scendono dai contrafforti occidentali dei monti Mugodžary. Scorre verso nord-ovest lungo l'altopiano Podural. Sfocia nel fiume Ilek a 184 km dalla foce. Il fiume ha una lunghezza di 225 km (se contiamo la lunghezza dalla sorgente del Karachobda, il valore è 363 km), l'area del suo bacino è di 14 700 km².
Il fiume è generalmente poco profondo. Il canale è costituito da sezioni alternate tortuose e relativamente diritte. La larghezza varia da 20 a 200-250 metri, la profondità da 0,5-1 m sino a 5-6 m. Nel corso inferiore sono numerosi i canali e le lanche. Durante il periodo secco di estate-autunno e in alcuni anni di siccità, il canale nel corso superiore e medio può essere interrotto, spezzandosi in tratti separati. Il fiume gela dalla fine di novembre ad aprile. Il maggior affluente è la Malaja Chobda (lunga 116 km) proveniente dalla destra idrografica.